# 岩橋勝
岩橋 勝（いわはし まさる、1941年 - ）は、日本の経済学者（日本経済史）。学位は経済学博士（大阪大学・1983年）。松山大学名誉教授。
大阪大学助手、松山商科大学助教授、松山大学教授などを歴任した。

## 来歴

### 生い立ち
愛知県名古屋市生まれ、同県瀬戸市出身。1964年滋賀大学経済学部卒業。1967年大阪大学大学院経済学研究科博士課程中途退学。1983年「近世日本物価史の研究」で経済学博士の学位を取得。

### 経済学者として
大阪大学助手、松山商科大学（のち松山大学）専任講師・助教授・松山大学教授を経て、2012年定年退任、名誉教授。関西大学経済・政治研究所非常勤研究員。

## 研究
2020年『近世貨幣と経済発展』で徳川賞受賞。2023年日本学士院賞受賞。

## 著書
- 『近世日本物価史の研究 近世米価の構造と変動』 (日本史学研究双書) 大原新生社, 1981
- 『ビジュアル日本のお金の歴史 江戸時代』ゆまに書房, 2015
- 『近世貨幣と経済発展』名古屋大学出版会, 2019.10
- 『貨幣の統合と多様性のダイナミズム』（編著）、晃洋書房、2021

### 翻訳
- ジェームズ・I・ナカムラ『日本の経済発展と農業』宮本又次監訳, 水原正享,宮本又郎共訳. 東洋経済新報社, 1968